# Kropa
Kropa este o localitate din comuna Radovljica, Slovenia, cu o populație de 839 de locuitori.